# Szalatnai Rezső
Szalatnai Rezső (Nagyszalatna, 1904. október 23. – Budapest, 1977. március 23.) tanár, irodalomtörténész, író, kritikus, műfordító.

## Élete
Szakolcán volt diák, majd 1926-ban a pozsonyi Comenius Egyetemen filozófia-földrajz szakos tanári oklevelet szerzett. A pozsonyi magyar tanítóképzőben, majd a magyar gimnáziumban tanított 1945-ig. 1945–1948 között a szlovákiai magyarság jogfosztottsága ellen küzdött. Az egyik szervezője és szellemi irányítója volt a Magyar Végrehajtó Bizottság néven működő illegális szervezetnek és az üldözött szlovákiai magyarokat segítő Segélybizottságnak.
Kényszerűségből 1948-ban Magyarországra települt át. Itt először a Kelet-európai Tudományos Intézet tanára volt, majd 1950-től nyugdíjazásáig, az Egyetemi Könyvtár tájékoztatási osztályán dolgozott.
A Mi Lapunkban kezdett publikálni és nagy hatása volt a Sarló baloldali irányultságára. Később is elsősorban baloldali lapokban (A Reggel, Magyar Újság, Magyar Figyelő, Új Szó, Csehszlovákiai Népszava), de polgári jellegű irodalmi és elméleti szlovákiai magyar és magyarországi folyóiratokban (Független Szemle, Magyar Írás, Nyugat, Századok, Evangélikus Élet) közölte írásait.
Számos írásában népszerűsítette a cseh és a szlovák irodalom eredményeit, illetve a magyar irodalommal való kapcsolatukat. Portréban mutatta be például Alois Jiráseket (1954) és Vitĕzslav Nezvalt (1957). Élete végéig szoros kapcsolatot ápolt a szlovákiai magyar irodalommal. Irodalomtörténeti kutatásokat folytatott és rendszeresen szerepelt publicisztikai írásaival a napi sajtóban is. A személyi kultusz idején nem publikálhatott. 1964-ben ő írta meg az első magyar nyelvű cseh irodalomtörténetet. Több írása megjelent csehül és szlovákul is.
Lánya Szalatnai Judit (1933–2016) Európa-bajnoki bronzérmes evezős, síelő.
Könyvhagyatéka a Fórum Kisebbségkutató Intézet könyvtárába került.

## Emléke

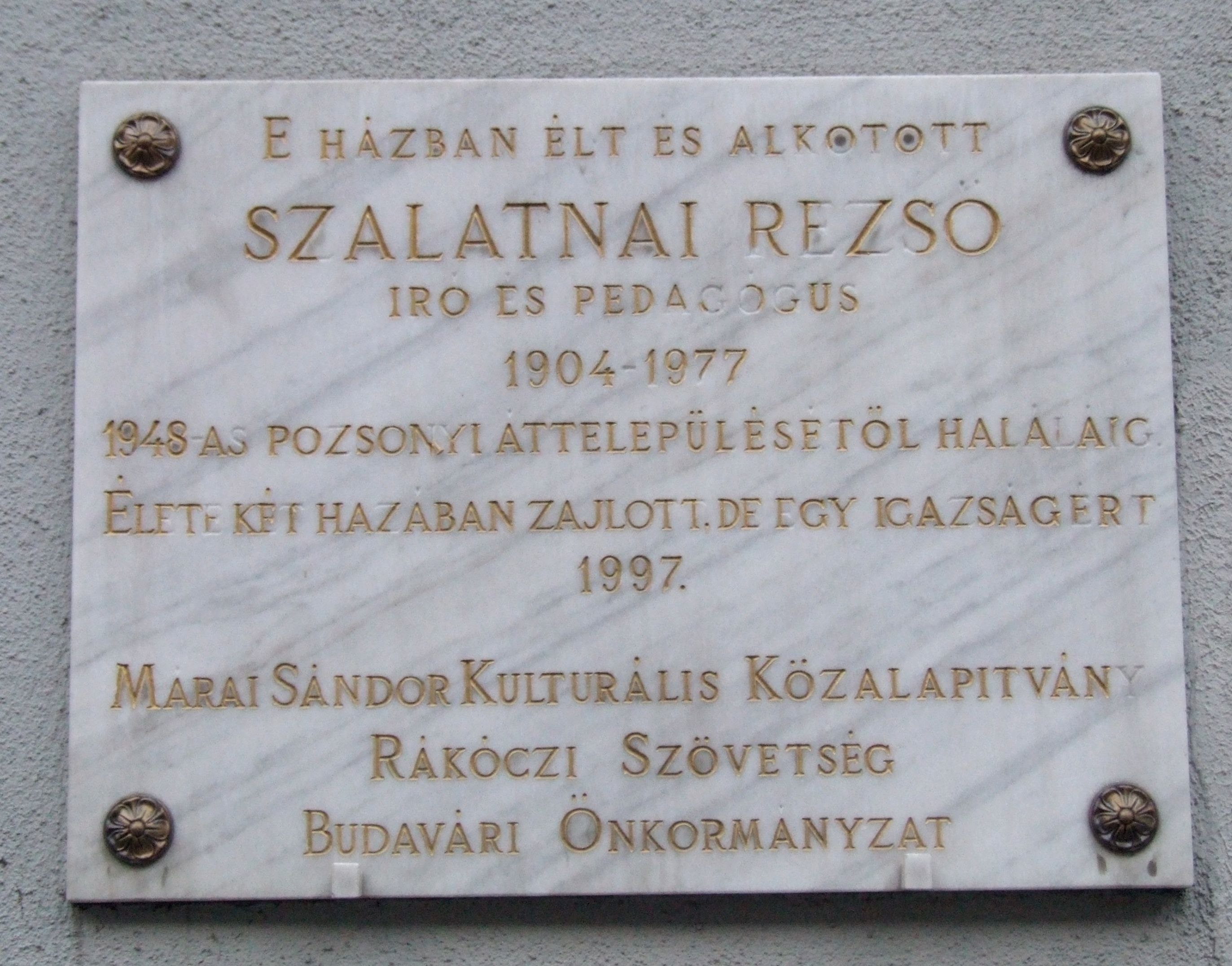
Emléktáblája Budapesten

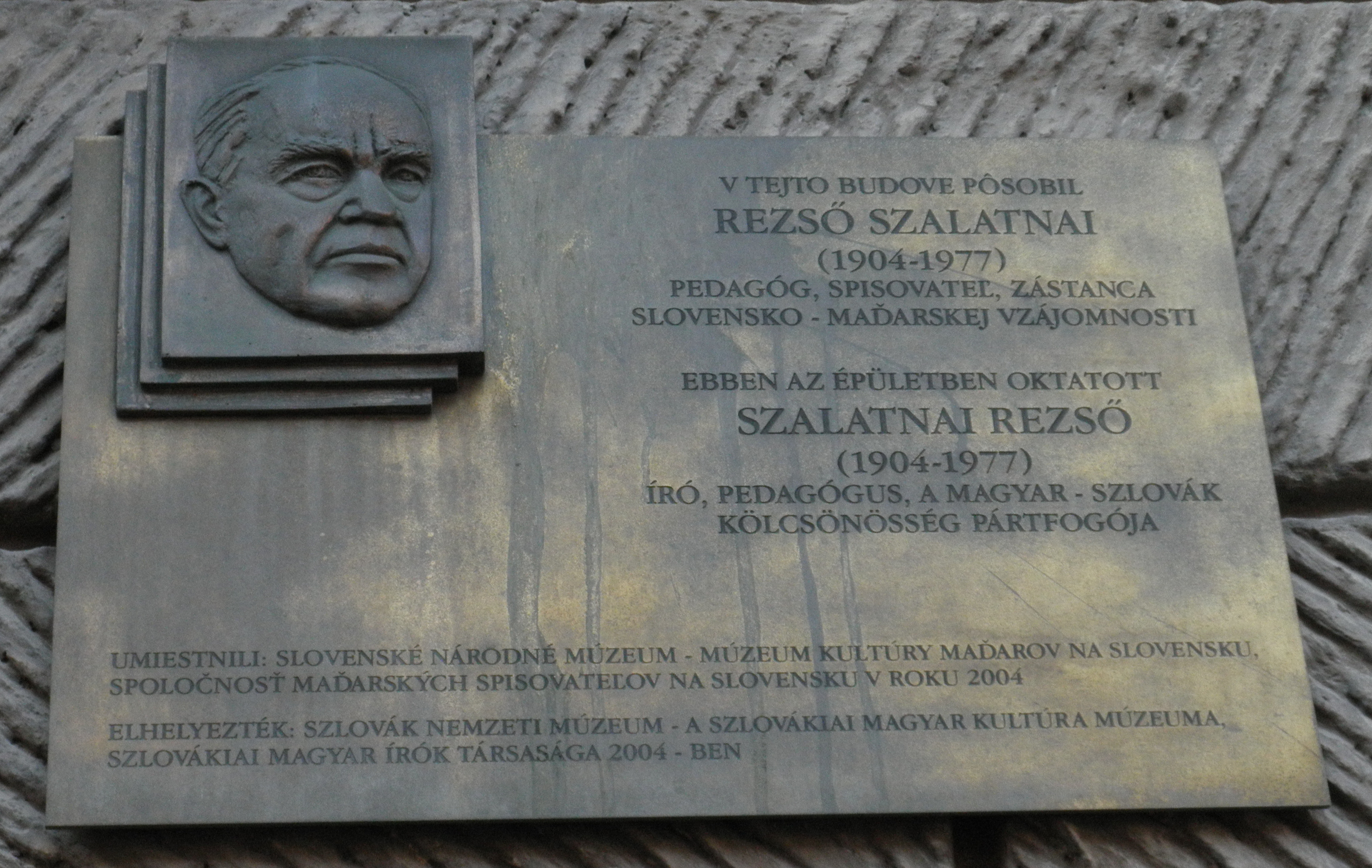
Emléktáblája Pozsonyban

- 2004-től a pozsonyi Duna utcai gimnázium falán emléktáblája található (Mag Gyula alkotása)
- 2018 Szalatnai Rezső és hagyatéka című kiállítás, Pozsony

## Művei
- Van menekvés; Slovenská Grafia, Bratislava, 1932
- Győry Dezső költészete; Magyar Figyelő, Bratislava-Pozsony, 1936
- Juhász Gyula Szakolcán; Toldy Kör, Bratislava-Pozsony, 1940 (Szlovákiai magyarok kincsestára)
- Utazás a Szepességen; Toldy Kör, Bratislava-Pozsony, 1940 (Szlovákiai magyarok könyvtára)
- Na brehu čiernych vôd. Výber z modernej madarskej lyriky; szerk. Szalatnai Rezső, bev. Emil Boleslav Lukáč; Elán, Bratislava, 1943
- A Duna költői. Öt évszázad versei a Dunáról; összeáll., bev. Szalatnai Rezső; Hungária, Bp., 1944
- Petőfi Pozsonyban; Magyar Kiadó, Bratislava, 1954
- 1957 Kempelen, a varázsló
- Kempelen Farkas és az egyetem átköltöztetése Budára; Akadémiai, Bp., 1959 (A Budapesti Egyetemi Könyvtár kiadványai)
- 1962 Juhász Gyula hatszáz napja Szakolcán
- 1964 A cseh irodalom története
- Magyarország madártávlatból; fotó Járai Rudolf, szöveg Szalatnai Rezső; Panoráma, Bp., 1967 (Panoráma képeskönyvek)
- Magyar írók nyomában; Móra, Bp., 1967
- Arcképek, háttérben hegyekkel. Esszék és emlékezések; Szépirodalmi, Bp., 1969
- Kisebbségben és igazságban. Cikkek; Szépirodalmi, Bp., 1970
- 1977 Elindulunk és visszatérünk (regény)
- 1982 Két hazában egy igazsággal
- Magyar magatartás és irodalom Csehszlovákiában. Cikkek, kritikák, tanulmányok; vál., szöveggond., bev. Tóth László; AB-art, Bratislava, 1994 (AB-bibliotéka)
- Kedves Rezső! Drága Bió! Peéry Rezső és Szalatnai Rezső levelezése; szerk., jegyz. Filep Tamás Gusztáv; Present–Noran, Bp., 2001
- Elfeledett esszék. Emlékezetek és karcok; Lilium Aurum, Dunaszerdahely, 2004
- Juhász Gyula hatszáz napja; Clara Design Studio, Csenke, 2004